# USS Cincinnati (C-7)
USS Cincinnati foi um cruzador protegido operado pela Marinha dos Estados Unidos e a primeira embarcação da Classe Cincinnati da Marinha dos Estados Unidos. Ele foi lançado em 10 de novembro de 1892 pelo New York Navy Yard; patrocinado pela Srta. S. Mosby; e comissionado em 16 de junho de 1894, capitão Henry Glass no comando. Ele foi o segundo navio a receber o nome de Cincinnati.